# IPPOLIT
IPPOLIT és un programa d'escacs de codi obert publicat per autors que utilitzen pseudònims, Yakov Petrovich Golyadkin, Igor Igorovich Igoronov, Roberto Pescatore, Yusuf Ralf Weisskopf, Ivan Skavinsky Skavar i Decembrists.
El programa és una aplicació de consola que es comunica amb una interfície gràfica d'usuari (GUI) d'escacs mitjançant el protocol estàndard de la interfície d'escacs universal. IPPOLIT és un motor d'escacs bitboard optimitzat per a l'arquitectura de 64 bits amb suport natiu tant per als sistemes operatius Linux com per a Windows de 32 bits /64 bits. Amb uns 3100 punts d'ELO, apareix als 50 programes d'escacs més forts.

## LLançaments
- IPPOLIT, llançat el 2 de maig de 2009, va ser el primer llançament de la sèrie. Es va dividir en diversos missatges usenet.[2]
- RobboLito, llançat el setembre de 2009, va ser la segona entrega de la sèrie IPPOLIT. Es va introduir el suport de taula de finals RobboBases.
- Igorrit, llançat el gener de 2010, va afegir suport multinucli i va ser la tercera entrega de la sèrie IPPOLIT.
- IvanHoe, publicat el gener de 2010, és el quart i actual criptònim del projecte de la sèrie IPPOLIT. Inclou, entre d'altres, Multi-PV, Arbre de cerca Monte-Carlo i Chess960. IvanHoe utilitza un esquema de versions decreixent. La darrera versió inclou el codi font per a una GUI de Java, ComradesGUI.

## Polèmica
Inicialment, IPPOLIT va ser prohibit en molts llocs web d'escacs informàtics després que l'autor del motor d'escacs Rybka afirmés que era un clon del seu programa. Els autors d'IPPOLIT han negat l'acusació. Encara avui, algunes llistes de classificació d'escacs encara es neguen a incloure-la a les seves llistes de programes provats.